# Криста и Татьяна Хоган
Криста и Татьяна Хоган (род. 25 октября 2006 года, Ванкувер) — сиамские близнецы-краниопаги из Канады, сросшиеся головами. Имеют общий мозг, их таламусы соединены. Девочки родились в Ванкувере, Британская Колумбия, и являются единственными неразделёнными сиамскими близнецами этого типа, живущими в настоящее время в Канаде. Они живут со своей матерью, Фелицией Симмс, в городе Вернон, Британская Колумбия. У близняшек есть две сестры и брат. Криста и Татьяна часто ездят в Ванкувер для лечения в Детской больнице Британской Колумбии и Детском медицинском центре Санни-Хилл.

## Биография
Девочки родились с помощью кесарева сечения, их шансы на выживание врачи оценили в 20 процентов. В родах принимали участие 16 медиков. В женской больнице и медицинском центре Британской Колумбии новорожденных близнецов описывали как «извивающихся, энергичных и очень громких». При рождении Криста и Татьяна весили 5,7 кг.
Татьяна меньше, чем Криста, и не такая крепкая, как сестра. Анализы апреля 2007 года показали, что сердце Татьяны работало интенсивнее, чем сердце Кристы, и из-за этого у Татьяны было высокое кровяное давление — ее сердце поставляло часть своей крови в мозг сестры. Была запланирована операция, которая должна была дать сердцу Кристы «старт», чтобы сердцу Татьяны не пришлось работать так интенсивно.
Нервные системы близнецов сильно взаимосвязаны. Врачи близняшек сообщили, что, когда одну из сестёр щекочут, другая подпрыгивает, и что, если положить соску в рот одной девочке, другая может перестать плакать.
Рождение близнецов, возможное разделение, глубина общественной поддержки и финансовое положение их семьи широко освещались в канадских СМИ. Близнецы вместе с мамой стали гостями шоу Тайры Бэнкс в США.
В августе 2007 года было объявлено, что близнецов нельзя разделить. Операция, вероятно, убила бы или парализовала одну или обеих девочек.
Семья Кристы и Татьяны снизила уровень общественного внимания к близняшкам из-за контракта, дающего эксклюзивный доступ съемочной группе National Geographic и Discovery Channel UK. Получившаяся передача впервые была показана весной 2010 года в Великобритании, в июне — в Канаде и США.
Это документальный фильм, который рассказывает о годе жизни близнецов, включая «особенно трогательную» встречу семьи девочек с 51-летними Лори и Джорджем Шаппеллами, самыми старыми выжившими близнецами-краниопагами в мире.
В январе 2009 года был снят документальный фильм, рассказывающий о жизни Кристы и Татьяны вплоть до их третьего дня рождения. Он был выпущен и показан в октябре 2010 года.
Близнецы хорошо развиваются и прошли все обычные этапы детского развития — научились ходить, говорить.
В то время Татьяна страдала от апноэ во сне, из-за чего ее дыхание иногда останавливалось на срок до 20 секунд. Специалист по апноэ во сне, доктор Фред Козак, хирургическим путем вылечил это её заболевание. Вскоре после операции сердце Татьяны уменьшилось до более нормального размера, а частота сердцебиения упала настолько, что сердце девочки уже не несло всей нагрузки по циркуляции крови для обоих мозгов.
Близнецы ходят в обычную школу и по состоянию на сентябрь 2017 года пошли в 6 класс. Несмотря на небольшое отставание в учебе, они научились читать, писать и базовой арифметике.
После 2017 года сёстры Хоган не появлялись в СМИ, таково было решение родителей, чтобы дать девочкам спокойно расти и учиться, не привлекая чрезмерного внимания прессы.

## Особенности нервной системы
Криста и Татьяна имеют общий таламус, который соединяет стволы их мозга. Через эту общую структуру мозговой ткани и взаимосвязанные нейроны мозг одной девочки получает сигналы от мозга другой, и наоборот. В фильме также сообщалось о проведенных экспериментах, которые подтвердили, что мозг обеих девочек получает сигналы зрительной коры, основанные на том, что видела одна из них. Таким образом, одна из близняшек могла видеть то, что видела другая, что делает Кристу и Татьяну уникальными даже среди близнецов-краниопагов.
Документальный фильм CBC Radio 2014 года рассказывает, что Криста и Татьяна могут осязать и чувствовать вкус того, с чем взаимодействует одна из них. Позже также было подтверждено, что девочки могут видеть глазами друг друга благодаря соединению мозга.